# Lista produkcji studia 20th Television
Lista zwiera produkcje studia 20th Television, które wcześniej funkcjonowało pod markami TCF Television Productions i 20th Century Fox Television. Ponadto w liście uwzględnione zostały produkcje studia Touchstone Television, które zostało połączone 20th Television. Wcześniej funkcjonowało ono pod marką Fox 21 Television Studios. Uwzględnione zostały również produkcje marek poprzedzających Fox 21 Television Studios: Fox Television Studios i Fox 21.

## Trwające
| Tytuł                                    | Lata emisji | Oryginalna emisja   | Partnerzy produkcyjni | Emisja w Polsce | Przypisy |
| ---------------------------------------- | ----------- | ------------------- | --- | --------------- | -------- |
| Simpsonowie                              | 1989 –      | Fox                 | Gracie Films, Fox Television Animation (Season 28–), Film Roman (Seasons 4–27), Klasky-Csupo                                      | T               | [ 1 ]    |
| Głowa rodziny                            | 1999 –      | Fox                 | Fox Television Animation, Fuzzy Door Productions                                                                                  | T               | [ 2 ]    |
| Amerykański tata                         | 2005 –      | Fox / TBS           | Fox Television Animation, Underdog Productions, Fuzzy Door Productions                                                            | T               | [ 3 ]    |
| Bob’s Burgers                            | 2011 –      | Fox                 | Wilo Productions, Buck & Millie Productions, Bento Box Entertainment                                                              | T               | [ 4 ]    |
| American Horror Story                    | 2011 –      | FX                  | Brad Falchuk Teley-Vision, Ryan Murphy Productions                                                                                | T               | [ 5 ]    |
| Tacy jesteśmy                            | 2016 –      | NBC                 | Rhode Island Ave. Productions, Zaftig Films                                                                                       | T               | [ 6 ]    |
| American Crime Story                     | 2016 –      | FX                  | Scott & Larry Productions, Color Force, Ryan Murphy Productions, FX Productions                                                   | T               | [ 7 ]    |
| Orville                                  | 2017 –      | Fox / Hulu          | Fuzzy Door Productions | T               | [ 8 ]    |
| Geniusz                                  | 2017 –      | National Geographic | Imagine Television, Paperboy Productions, OddLot Entertainment, EUE / Sokolow                                                     | T               | [ 9 ]    |
| 9-1-1                                    | 2018 –      | Fox                 | Reamworks, Brad Falchuk Teley-Vision, Ryan Murphy Productions                                                                     | T               | [ 10 ]   |
| Rezydenci                                | 2018 –      | Fox                 | Fuqua Films, 3 Arts Entertainment, Nickels Productions, Up Island Films                                                           | T               | [ 11 ]   |
| The Chi                                  | 2018 –      | Showtime            | Elwood Reid Inc., Hillman Grad Productions, Freedom Road Productions, Verse Productions, Kapital Entertainment, Showtime Networks |                 | [ 12 ]   |
| Mayans M.C.                              | 2018 –      | FX                  | Sutter Ink, FX Productions |                 | [ 13 ]   |
| Wybory Paytona Hobarta                   | 2019 –      | Netflix             | Prospect Films, Brad Falchuk Teley-Vision, Ryan Murphy Productions                                                                | T               | [ 14 ]   |
| 9-1-1: Teksas                            | 2020 –      | Fox                 | Ryan Murphy Productions | T               | [ 15 ]   |
| Duncanville                              | 2020 –      | Fox                 | Fox Entertainment, Paper Kite Productions, 3 Arts Entertainment, Bento Box Entertainment, Universal Television                    |                 | [ 16 ]   |
| Spoza układu                             | 2020 –      | Hulu                | Justin Roiland’s Solo Vanity Card Productions!                                                                                    | T               | [ 17 ]   |
| Central Park                             | 2020 –      | Apple TV+           | Wilo Productions, Brillstein Entertainment Partners, Angry Child Productions, Bento Box Entertainment                             |                 | [ 18 ]   |
| Love, Victor                             | 2020 –      | Hulu                | Temple Hill Entertainment, No Helmet Prodsuctions, The Walk-Up Comedy                                                             |                 | [ 19 ]   |
| Rzut za trzy                             | 2020 –      | Netflix             | Pepper Hill Productions, Walcott Company, Lord Miller Productions, Bento Box Entertainment                                        | T               | [ 20 ]   |
| Big Sky                                  | 2020 –      | ABC                 | David E. Kelley Productions, A&E Studios                                                                                          |                 | [ 21 ]   |
| The Stranger                             | 2020 –      | Quibi               | KMF Films |                 | [ 22 ]   |
| Drwale                                   | 2020 –      | National Geographic | Elwood Reid Inc. | T               | [ 23 ]   |
| Opowieści z pętli                        | 2020 –      | Amazon Prime Video  | Amazon Studios, 6th & Idaho, Indio                                                                                                | T               | [ 24 ]   |
| Ratched                                  | 2020 –      | Netflix             | The Saul Zaentz Company, Ryan Murphy Productions                                                                                  | T               | [ 25 ]   |
| The Great North                          | 2021 –      | Fox                 | Double Molyneux Sister Sheux, Wilo Productions, Fox Entertainment, Bento Box Entertainment                                        |                 | [ 26 ]   |
| Tajne stowarzyszenie Nicholasa Benedicta | 2021 –      | Disney+             | Fanfare, Slavkin Swimmer Productions, Familystyle, Sonar Entertainment                                                            |                 | [ 27 ]   |
| American Horror Stories                  | 2021 –      | FX on Hulu          | Brad Falchuk Teley-Vision, Ryan Murphy Productions                                                                                |                 | [ 28 ]   |
| Turner i Hooch                           | 2021 –      | Disney+             | Flying Glass of Milk Productions, Wonderland Sound and Vision                                                                     |                 | [ 29 ]   |
| Doogie Kameāloha, lekarka                | 2021 –      | Disney+             | Kang-Rosenblatt Productions, The Detective Agency, Steven Bochco Productions                                                      |                 | [ 30 ]   |
| The Prince                               | 2021 –      | HBO Max             | Nickleby, Bento Box Entertainment                                                                                                 |                 | [ 31 ]   |
| Zbrodnie po sąsiedzku                    | 2021 –      | Hulu                | Rhode Island Ave. Productions, Another Hoffman Story Productions, 40 Share Productions                                            |                 | [ 32 ]   |
| The Big Leap                             | 2021 –      | Fox                 | Naegle Ink, Small Dog Picture Company, Selfish Mermaid, Fox Entertainment                                                         |                 | [ 33 ]   |
| Ordinary Joe                             | 2021 –      | NBC                 | Universal Television, Friends & Lerner Productions, 6th & Idaho, 3 Arts Entertainment                                             |                 | [ 34 ]   |
| Our Kind of People                       | 2021 –      | Fox                 | Lee Daniels Entertainment, Electus, The Gist of It Productions, Fox Entertainment                                                 |                 | [ 35 ]   |
| The Wonder Years                         | 2021 –      | ABC                 | Lee Daniels Entertainment, Matthew 6:33, The Crest Lamp Company                                                                   |                 | [ 36 ]   |

Uwagi
1. 1 2 3 4 5 6 7 8 9 10 11 12 13 14 15  do 2020 roku produkowany pod banerem 20th Century Fox Television
2. 1 2 3 4 5 6 7 8 9  do 2020 roku produkowany pod banerem Fox 21 Television Studios

## Zapowiedziane
| Tytuł                        | Oryginalna emisja | Partnerzy produkcyjni                | Przypisy |
| ---------------------------- | ----------------- | ------------------------------------ | -------- |
| Just Beyond                  | Disney+           | KatzSmith Productions, Boom! Studios | [ 37 ]   |
| The Biggest Star in Appleton | Disney+           |                                      | [ 38 ]   |

## Zakończone
| Tytuł                                                     | Lata emisji          | Oryginalna emisja    | Partnerzy produkcyjni | Emisja w Polsce | Przypisy |
| --------------------------------------------------------- | -------------------- | -------------------- | --- | --------------- | -------- |
| Crusade in Europe                                         | 1949                 | ABC                  | |                 | [ 39 ]   |
| The 20th Century Fox Hour                                 | 1955–1957            | CBS                  | |                 | [ 40 ]   |
| My Friend Flicka                                          | 1956–1958            | CBS                  | |                 | [ 41 ]   |
| Złamana strzała                                           | 1956–1960            | ABC                  | | T               | [ 42 ]   |
| Man Without a Gun                                         | 1957–1959            | NTA Film Network     | |                 | [ 43 ]   |
| How to Marry a Millionaire                                | 1957–1959            | NTA Film Network     | National Telefilm Associates                                                                                               |                 | [ 44 ]   |
| The Many Loves of Dobie Gillis                            | 1959–1963            | CBS                  | Martin Manulis Productions                                                                                                 |                 | [ 41 ]   |
| Five Fingers                                              | 1959–1960            | NBC                  | Martin Manulis Productions                                                                                                 |                 | [ 45 ]   |
| Adventures in Paradise                                    | 1959–1962            | ABC                  | Martin Manulis Productions                                                                                                 |                 | [ 46 ]   |
| Hong Kong                                                 | 1960–1961            | ABC                  | |                 | [ 47 ]   |
| Follow the Sun                                            | 1961–1962            | ABC                  | |                 | [ 48 ]   |
| Bus Stop                                                  | 1961–1962            | ABC                  | The Belmont Television Company Inc.                                                                                        |                 | [ 49 ]   |
| Margie                                                    | 1961–1962            | ABC                  | |                 | [ 50 ]   |
| Voyage to the Bottom of the Sea                           | 1964–1968            | ABC                  | Irwin Allen Productions |                 | [ 51 ]   |
| Peyton Place                                              | 1964–1969            | ABC                  | |                 | [ 52 ]   |
| Valentine’s Day                                           | 1964–1965            | ABC                  | Savannah Productions Inc., Yorktan Productions Inc.                                                                        |                 | [ 53 ]   |
| Twelve O’Clock High                                       | 1964–1967            | ABC                  | Quinn Martin Productions                                                                                                   |                 | [ 54 ]   |
| Daniel Boone                                              | 1964–1970            | NBC                  | Arcola Pictures, Fespar Enterprises                                                                                        |                 | [ 55 ]   |
| The Legend of Jesse James                                 | 1965–1966            | ABC                  | |                 | [ 56 ]   |
| Zagubieni w kosmosie                                      | 1965–1968            | CBS                  | Irwin Allen Productions, Jodi Productions, Van Bernard Productions, CBS Television Network                                 | T               | [ 57 ]   |
| The Long, Hot Summer                                      | 1965–1966            | ABC                  | |                 | [ 58 ]   |
| The Loner                                                 | 1965–1966            | CBS                  | Greenway Productions, Interlaken Productions                                                                               |                 | [ 59 ]   |
| Blue Light                                                | 1966                 | ABC                  | Rogo Productions |                 | [ 60 ]   |
| Batman                                                    | 1966–1968            | ABC                  | Greenway Productions |                 | [ 57 ]   |
| The Monroes                                               | 1966–1967            | ABC                  | Qualis Productions |                 | [ 61 ]   |
| The Man Who Never Was                                     | 1966–1967            | ABC                  | Palomino Productions |                 | [ 62 ]   |
| The Tammy Grimes Show                                     | 1966                 | ABC                  | Greenway Productions, Tamworth Productions                                                                                 |                 | [ 63 ]   |
| The Time Tunnel                                           | 1966–1967            | ABC                  | Irwin Allen Productions, Kent Productions Inc.                                                                             |                 | [ 64 ]   |
| The Green Hornet                                          | 1966–1967            | ABC                  | Greenway Productions |                 | [ 65 ]   |
| Felony Squad                                              | 1966–1969            | ABC                  | |                 | [ 66 ]   |
| Custer                                                    | 1967                 | ABC                  | |                 | [ 67 ]   |
| Journey to the Center of the Earth                        | 1967                 | ABC                  | Filmation |                 | [ 68 ]   |
| Judd, for the Defense                                     | 1967–1969            | ABC                  | |                 | [ 57 ]   |
| Julia                                                     | 1968–1971            | NBC                  | Savannah Productions, Hanncar Productions                                                                                  |                 | [ 69 ]   |
| Land of the Giants                                        | 1968–1970            | ABC                  | Irwin Allen Productions, Kent Productions Inc.                                                                             |                 | [ 70 ]   |
| Lancer                                                    | 1968–1970            | CBS                  | |                 | [ 71 ]   |
| Fantastic Voyage                                          | 1968                 | ABC                  | Filmation |                 | [ 72 ]   |
| Journey to the Unknown                                    | 1968                 | ABC                  | Hammer Film Productions |                 | [ 73 ]   |
| The Ghost & Mrs. Muir                                     | 1968–1970            | NBC / ABC            | |                 | [ 57 ]   |
| Room 222                                                  | 1969–1974            | ABC                  | Gene Reynolds Productions                                                                                                  |                 | [ 57 ]   |
| Bracken’s World                                           | 1969–1970            | NBC                  | |                 | [ 57 ]   |
| Doctor Dolittle                                           | 1970–1971            | NBC                  | |                 | [ 74 ]   |
| Nanny and the Professor                                   | 1970–1971            | ABC                  | |                 | [ 75 ]   |
| The Best of Everything                                    | 1970                 | ABC                  | |                 | [ 76 ]   |
| Here Come the Double Deckers                              | 1970–1971            | ABC                  | Harry Booth-Roy Simpson-Century Film Productions                                                                           |                 | [ 77 ]   |
| Arnie                                                     | 1970–1972            | CBS                  | |                 | [ 78 ]   |
| Cade’s County                                             | 1971–1972            | CBS                  | |                 | [ 79 ]   |
| Return to Peyton Place                                    | 1972–1974            | NBC                  | |                 | [ 80 ]   |
| M*A*S*H                                                   | 1972–1983            | CBS                  | | T               | [ 81 ]   |
| Anna and the King                                         | 1972                 | CBS                  | |                 | [ 82 ]   |
| ABC’s Wide World of Entertainment                         | 1973–1976            | ABC                  | |                 | [ 83 ]   |
| Moonbase 3                                                | 1973                 | BBC                  | |                 | [ 84 ]   |
| Orson Welles’ Great Mysteries                             | 1973                 | ITV                  | |                 | [ 85 ]   |
| The New Perry Mason                                       | 1973–1974            | CBS                  | Paisano Productions |                 | [ 81 ]   |
| The Starlost                                              | 1973–1974            | CTV                  | |                 | [ 86 ]   |
| Roll Out                                                  | 1973–1974            | CBS                  | |                 | [ 87 ]   |
| Run, Joe, Run                                             | 1974–1975            | NBC                  | |                 | [ 88 ]   |
| Dinah!                                                    | 1974                 | NBC                  | |                 | [ 89 ]   |
| Masquerade Party                                          | 1974–1975            |                      | Stefan Hatos-Monty Hall Productions                                                                                        |                 | [ 90 ]   |
| Planeta Małp                                              | 1974                 | CBS                  | | T               | [ 91 ]   |
| Karen                                                     | 1975                 | ABC                  | |                 | [ 92 ]   |
| Oil Strike North                                          | 1975                 | BBC                  | |                 | [ 93 ]   |
| Powrót na Planetę Małp                                    | 1975–1976            | NBC                  | DePatie-Freleng Enterprises                                                                                                | T               | [ 94 ]   |
| The Swiss Family Robinson                                 | 1975–1976            | ABC                  | Irwin Allen Productions |                 | [ 95 ]   |
| That’s Hollywood                                          | 1977–1978            |                      | Castle Combe Productions                                                                                                   |                 | [ 96 ]   |
| Loves Me, Loves Me Not                                    | 1977                 | CBS                  | Witt-Thomas-Harris Productions                                                                                             |                 | [ 97 ]   |
| Young Dan’l Boone                                         | 1977                 | CBS                  | |                 | [ 98 ]   |
| James at 15                                               | 1977–1978            | NBC                  | |                 | [ 99 ]   |
| Husbands, Wives & Lovers                                  | 1978                 | CBS                  | |                 | [ 100 ]  |
| The Paper Chase                                           | 1978–1979, 1983–1986 | CBS / Showtime       | |                 | [ 101 ]  |
| W.E.B.                                                    | 1978                 | NBC                  | |                 | [ 102 ]  |
| Dance Fever                                               | 1979–1987            |                      | Merv Griffin Enterprises                                                                                                   |                 | [ 103 ]  |
| Billy                                                     | 1979                 | CBS                  | |                 | [ 104 ]  |
| Trapper John, M.D.                                        | 1979–1986            | CBS                  | Frank Glicksman Productions, Don Brinkley Productions                                                                      |                 | [ 105 ]  |
| Hagen                                                     | 1980                 | CBS                  | Frank Glicksman Productions, Chad Everett Productions                                                                      |                 | [ 106 ]  |
| The Monte Carlo Show                                      | 1980                 |                      | |                 | [ 107 ]  |
| Ladies’ Man                                               | 1980–1981            | CBS                  | |                 | [ 108 ]  |
| Breaking Away                                             | 1980–1981            | ABC                  | |                 | [ 109 ]  |
| The Fall Guy                                              | 1981–1986            | ABC                  | Glen Larson Productions |                 | [ 110 ]  |
| Jessica Novak                                             | 1981                 | CBS                  | Brownstone Productions |                 | [ 111 ]  |
| All-American Ultra Quiz                                   | 1981                 | NBC                  | |                 | [ 112 ]  |
| 9 to 5                                                    | 1982–1983, 1986–1988 | ABC                  | |                 | [ 113 ]  |
| Trauma Center                                             | 1983                 | ABC                  | Glen Larson Productions |                 | [ 114 ]  |
| AfterMASH                                                 | 1983–1984            | CBS                  | |                 | [ 115 ]  |
| Emerald Point N.A.S.                                      | 1983–1984            | CBS                  | |                 | [ 116 ]  |
| It’s Not Easy                                             | 1983                 | ABC                  | |                 | [ 117 ]  |
| Manimal                                                   | 1983                 | NBC                  | Glen Larson Productions |                 | [ 118 ]  |
| Masquerade                                                | 1983–1984            | ABC                  | Renée Valente Productions, Glen Larson Productions                                                                         | T               | [ 119 ]  |
| Automan                                                   | 1983–1984            | ABC                  | The Kushner-Locke Co., Glen Larson Productions                                                                             |                 | [ 120 ]  |
| Hammer House of Mystery and Suspense                      | 1984                 | ITV                  | |                 | [ 121 ]  |
| Niebezpieczne ujęcia                                      | 1984–1985            | CBS                  | Glen Larson Productions | T               | [ 122 ]  |
| Mr. Belvedere                                             | 1985–1990            | ABC                  | |                 | [ 123 ]  |
| Half Nelson                                               | 1985                 | NBC                  | Glen Larson Productions |                 | [ 124 ]  |
| Small Wonder                                              | 1985–1989            |                      | |                 | [ 125 ]  |
| Charlie & Co.                                             | 1985–1986            | CBS                  | Bob Henry Productions, Allan Katz Productions                                                                              |                 | [ 126 ]  |
| Czuła jest noc                                            | 1985                 | Showtime             | | T               | [ 127 ]  |
| Spearfield’s Daughter                                     | 1986                 |                      | |                 | [ 128 ]  |
| Dream Girl, U.S.A.                                        | 1986–1987            |                      | |                 | [ 129 ]  |
| Fathers and Sons                                          | 1986                 | NBC                  | |                 | [ 130 ]  |
| A Current Affair                                          | 1986–1996, 2005      |                      | |                 | [ 131 ]  |
| Czarodziej z ulicy Wiązów                                 | 1986–1987            | CBS                  | BSR Productions |                 | [ 132 ]  |
| Prawnicy z Miasta Aniołów                                 | 1986–1994            | NBC                  | Steven Bochco Productions                                                                                                  | T               | [ 133 ]  |
| Heart of the City                                         | 1986–1987            | ABC                  | |                 | [ 134 ]  |
| The Late Show                                             | 1986–1988            | Fox                  | |                 | [ 123 ]  |
| The New Adventures of Beans Baxter                        | 1987                 | Fox                  | Savage Productions and Fox Square Productions                                                                              |                 | [ 135 ]  |
| The Tracey Ullman Show                                    | 1987–1990            | Fox                  | Gracie Films |                 | [ 123 ]  |
| 21 Jump Street                                            | 1987–1991            | Fox                  | |                 | [ 123 ]  |
| Hooperman                                                 | 1987–1989            | ABC                  | Adam Productions |                 | [ 136 ]  |
| Second Chance                                             | 1987–1988            | Fox                  | |                 | [ 137 ]  |
| Leg Work                                                  | 1987                 | CBS                  | |                 | [ 138 ]  |
| Pursuit of Happiness                                      | 1987–1988            | ABC                  | |                 | [ 139 ]  |
| America’s Most Wanted                                     | 1988–2012            | Fox / Lifetime       | |                 | [ 123 ]  |
| The Reporters                                             | 1988–1990            | Fox                  | |                 | [ 140 ]  |
| Anything but Love                                         | 1989–1992            | ABC                  | Adam Productions |                 | [ 141 ]  |
| Have Faith                                                | 1989                 | ABC                  | |                 | [ 142 ]  |
| Sister Kate                                               | 1989–1990            | NBC                  | |                 | [ 143 ]  |
| Alien Nation                                              | 1989–1990            | Fox                  | |                 | [ 144 ]  |
| Doogie Howser, lekarz medycyny                            | 1989–1993            | ABC                  | Steven Bochco Productions                                                                                                  | T               | [ 145 ]  |
| In Living Color                                           | 1990–1994            | Fox                  | Ivory Way Productions |                 | [ 146 ]  |
| Pracująca dziewczyna                                      | 1990                 | NBC                  | Patchett Kaufman Entertainment                                                                                             | T               | [ 147 ]  |
| Working It Out                                            | 1990                 | NBC                  | |                 | [ 148 ]  |
| True Colors                                               | 1990–1992            | Fox                  | |                 | [ 149 ]  |
| Babes                                                     | 1990–1991            | Fox                  | |                 | [ 150 ]  |
| Cop Rock                                                  | 1990                 | ABC                  | Steven Bochco Productions                                                                                                  |                 | [ 151 ]  |
| Good Grief                                                | 1990–1991            | Fox                  | Triggerfish Productions, Morra, Brezner & Steinberg Entertainment Inc.                                                     |                 | [ 152 ]  |
| Studs                                                     | 1991–1993            |                      | FA Productions |                 | [ 153 ]  |
| Drexell’s Class                                           | 1991–1992            | Fox                  | Grantwood Productions |                 | [ 154 ]  |
| The Sunday Comics                                         | 1991–1992            | Fox                  | |                 | [ 155 ]  |
| Jedwabne pończoszki                                       | 1991–1999            | CBS / USA Network    | Stu Segall Productions, Stephen J. Cannell Productions, Cannell Entertainment, New World Entertainment                     | T               | [ 156 ]  |
| Civil Wars                                                | 1991–1993            | ABC                  | |                 | [ 157 ]  |
| Max i szczurza ferajna                                    | 1992                 | ABC                  | Hanna-Barbera, Steven Bochco Productions                                                                                   | T               | [ 158 ]  |
| Stand By Your Man                                         | 1992                 | Fox                  | |                 | [ 159 ]  |
| Gdzie diabeł mówi dobranoc                                | 1992–1996            | CBS                  | David E. Kelley Productions                                                                                                | T               | [ 160 ]  |
| Rhythm & Blues                                            | 1992–1993            | NBC                  | |                 | [ 161 ]  |
| Dudley                                                    | 1993                 | CBS                  | |                 | [ 162 ]  |
| Z Archiwum X                                              | 1993–2002, 2016–2018 | Fox                  | Ten Thirteen Productions                                                                                                   | T               | [ 146 ]  |
| Nowojorscy gliniarze                                      | 1993–2005            | ABC                  | Steven Bochco Productions                                                                                                  | T               | [ 146 ]  |
| South Central                                             | 1994                 | Fox                  | |                 | [ 163 ]  |
| Wild Oats                                                 | 1994                 | Fox                  | |                 | [ 164 ]  |
| Szpital Dobrej Nadziei                                    | 1994–2000            | CBS                  | David E. Kelley Productions                                                                                                | T               | [ 165 ]  |
| The 5 Mrs. Buchanans                                      | 1994–1995            | CBS                  | Wooten & Cherry Productions                                                                                                |                 | [ 166 ]  |
| The Crew                                                  | 1995–1996            | Fox                  | Wooten & Cherry Productions                                                                                                |                 | [ 167 ]  |
| The Preston Episodes                                      | 1995                 | Fox                  | |                 | [ 168 ]  |
| Cleghorne!                                                | 1995                 | The WB               | |                 | [ 169 ]  |
| Morderstwo                                                | 1995–1997            | ABC                  | Steven Bochco Productions                                                                                                  | T               | [ 170 ]  |
| Gwiezdna eskadra                                          | 1995–1996            | Fox                  | Hard Eight Pictures Inc.                                                                                                   | T               | [ 171 ]  |
| Kameleon                                                  | 1996–2000            | NBC                  | Mitchel Van Sickle Productions and, NBC Studios                                                                            | T               | [ 172 ]  |
| Miłość czy kochanie                                       | 1996–1997            | ABC                  | The Bedford Falls Company                                                                                                  | T               | [ 173 ]  |
| Bobby kontra wapniaki                                     | 1997–2010            | Fox                  | Deedle-Dee Productions, Judgemental Films, Film Roman, 3 Arts Entertainment                                                | T               | [ 174 ]  |
| Pauly                                                     | 1997                 | Fox                  | 3 Arts Entertainment, Landing Patch Productions, Zimmerman/Berg                                                            |                 | [ 175 ]  |
| Kancelaria adwokacka                                      | 1997–2004            | ABC                  | David E. Kelley Productions                                                                                                | T               | [ 174 ]  |
| Do usług                                                  | 1997                 | CBS                  | Garden State Productions                                                                                                   |                 | [ 176 ]  |
| Buffy: Postrach wampirów                                  | 1997–2003            | The WB / UPN         | Mutant Enemy Productions, Kuzui Enterprises, Sandollar Television                                                          | T               | [ 177 ]  |
| Ally McBeal                                               | 1997–2002            | Fox                  | David E. Kelley Productions                                                                                                | T               | [ 174 ]  |
| 413 Hope St.                                              | 1997–1998            | Fox                  | Nu Systems Productions Inc.                                                                                                |                 | [ 178 ]  |
| Nothing Sacred                                            | 1997–1998            | ABC                  | Sarabande Productions |                 | [ 179 ]  |
| Przybysz                                                  | 1997–1998            | Fox                  | Centropolis Television | T               | [ 180 ]  |
| Dharma i Greg                                             | 1997–2002            | ABC                  | Chuck Lorre Productions, 4 to 6 Foot Productions                                                                           | T               | [ 174 ]  |
| Ochrona absolutna                                         | 1997                 | ABC                  | Steven Bochco Productions                                                                                                  | T               | [ 181 ]  |
| Oni, ona i pizzeria                                       | 1998–2001            | ABC                  | In Front Productions | T               | [ 182 ]  |
| That’s Life                                               | 1998                 | ABC                  | Eric Gilliland Productions                                                                                                 |                 | [ 183 ]  |
| Getting Personal                                          | 1998                 | Fox                  | More-Medavoy Productions, Jeff & Jeff Productions, Jeff Strauss Productions, Handprint Entertainment                       |                 | [ 184 ]  |
| The Magic Hour                                            | 1998–2000            |                      | |                 | [ 174 ]  |
| Holding the Baby                                          | 1998                 | Fox                  | Howard J. Morris Productions, Granada Entertainment                                                                        |                 | [ 185 ]  |
| Między nami sąsiadami                                     | 1998                 | Fox                  | Shukovsky English Entertainment, Dog Soup Inc.                                                                             | T               | [ 186 ]  |
| Stan wyjątkowy                                            | 1998–2000            | CBS                  | Carlton Cuse Productions, Ruddy Morgan Productions, CBS Productions                                                        | T               | [ 187 ]  |
| Strange World                                             | 1999–2002            | ABC                  | Teakwood Lane Productions                                                                                                  |                 | [ 188 ]  |
| Futurama                                                  | 1999–2003, 2007–2013 | Fox / Comedy Central | The Curiosity Company | T               | [ 189 ]  |
| Luzik Guzik                                               | 1999–2000            | Fox                  | Clyde Phillips Productions                                                                                                 | T               | [ 190 ]  |
| Potyczki Amy                                              | 1999–2005            | CBS                  | Barbara Hall-Joseph Stern Productions, CBS Productions                                                                     | T               | [ 174 ]  |
| Zakręcony                                                 | 1999–2000            | NBC                  | Steven Levitan Productions                                                                                                 | T               | [ 191 ]  |
| Gang panny Glenn                                          | 1999                 | ABC                  | David E. Kelley Productions                                                                                                | T               | [ 192 ]  |
| Anioł ciemności                                           | 1999–2004            | The WB               | Mutant Enemy Productions, Greenwolf Corp., Kuzui Enterprises, Sandollar Television                                         | T               | [ 193 ]  |
| Roswell: W kręgu tajemnic                                 | 1999–2002            | The WB / UPN         | Jason Katims Productions, Regency Television                                                                               | T               | [ 194 ]  |
| Ryzykowna gra                                             | 1999–2000            | Fox / FX             | Ten Thirteen Productions                                                                                                   | T               | [ 195 ]  |
| Tragikomiczne wypadki z życia Titusa                      | 2000–2001            | Fox                  | Kenny & Hargrove, Deranged Entertainment                                                                                   | T               | [ 196 ]  |
| Teraz ty                                                  | 2000                 | ABC                  | Jeff Strauss Productions                                                                                                   | T               | [ 197 ]  |
| Soul Food: The Series                                     | 2000–2004            | Showtime             | Water Walk Productions, Edmonds Entertainment, State Street Pictures, Fox Television Studios, Paramount Network Television |                 | [ 198 ]  |
| Tak, kochanie                                             | 2000–2006            | CBS                  | Amigos de Garcia Productions, Cherry Tree Entertainment, CBS Productions                                                   | T               | [ 199 ]  |
| Cień anioła                                               | 2000–2002            | Fox                  | Cameron-Eglee Productions                                                                                                  | T               | [ 200 ]  |
| Łowcy koszmaru                                            | 2000–2001            | Fox                  | Haxan Films, Regency Television                                                                                            | T               | [ 201 ]  |
| Boston Public                                             | 2000–2004            | Fox                  | David E. Kelley Productions                                                                                                | T               | [ 202 ]  |
| American High                                             | 2000                 | Fox / PBS            | Actual Reality Pictures, Twin Cities Public Television                                                                     |                 | [ 203 ]  |
| Kate Brasher                                              | 2001                 | CBS                  | Jersey Television, CBS Productions                                                                                         |                 | [ 204 ]  |
| Samotni strzelcy                                          | 2001                 | Fox                  | 1013 Productions | T               | [ 205 ]  |
| Schwartza pomysły na życie                                | 2001                 | NBC                  | Stephen Engel Productions, NBC Studios                                                                                     | T               | [ 206 ]  |
| The Bernie Mac Show                                       | 2001–2006            | Fox                  | Wilmore Films, Regency Television                                                                                          |                 | [ 207 ]  |
| Ściśle tajne                                              | 2001–2002            | NBC                  | Jersey Television, Chasing Time Pictures, Regency Television, NBC Studios                                                  | T               | [ 208 ]  |
| Bob – swój chłop                                          | 2001                 | ABC                  | Angel Ark Productions, Touchstone Television                                                                               | T               | [ 209 ]  |
| Reba                                                      | 2001–2007            | The WB / The CW      | Bee Caves Road, Acme Productions                                                                                           | T               | [ 210 ]  |
| 24 godziny                                                | 2001–2010            | Fox                  | Imagine Television, Real Time Productions, Teakwood Lane Productions                                                       | T               | [ 211 ]  |
| Porfesor Max Bickford                                     | 2001–2002            | CBS                  | Sugar Mama Productions, Joe Cacaci Productions, Regency Television, CBS Productions                                        | T               | [ 212 ]  |
| Ambasada USA                                              | 2002                 | Fox                  | Jersey Television | T               | [ 213 ]  |
| Andy Richter – władca wszechświata                        | 2002–2003            | Fox                  | Garfield Grove Productions, Paramount Network Television                                                                   | T               | [ 214 ]  |
| Królik Greg                                               | 2002–2006            | Fox / IFC            | Steven Levitan Productions                                                                                                 | T               | [ 215 ]  |
| Gliniarze bez odznak                                      | 2002–2003            | Fox                  | McNamara Paper Products, Wonderland Sound and Vision, Warner Bros. Television                                              | T               | [ 216 ]  |
| Firefly                                                   | 2002                 | Fox                  | Mutant Enemy Productions                                                                                                   | T               | [ 217 ]  |
| Byle do przodu                                            | 2002–2006            | CBS                  | Tea Gal and Java Boy Productions, CBS Productions                                                                          | T               | [ 218 ]  |
| Girls Club                                                | 2002                 | Fox                  | David E. Kelley Productions                                                                                                |                 | [ 219 ]  |
| A.U.S.A.                                                  | 2003                 | NBC                  | Persons Unknown Productions, NBC Studios                                                                                   |                 | [ 220 ]  |
| Oliver i przyjaciele                                      | 2003–2004            | Fox                  | Steven Levitan Productions, (ge.wirtz) Films, DreamWorks Television                                                        | T               | [ 221 ]  |
| The Pitts                                                 | 2003                 | Fox                  | Nothing Can Go Wrong Now Productions                                                                                       |                 | [ 222 ]  |
| Charlie Lawrence                                          | 2003                 | CBS                  | CBS Productions |                 | [ 223 ]  |
| Luis                                                      | 2003                 | Fox                  | Olive Bridge Entertainment                                                                                                 |                 | [ 224 ]  |
| The Brotherhood of Poland, New Hampshire                  | 2003                 | CBS                  | David E. Kelley Productions                                                                                                |                 | [ 225 ]  |
| Mów mi swatka                                             | 2003                 | NBC                  | Imagine Television, Darren Star Productions                                                                                | T               | [ 226 ]  |
| The Lyon’s Den                                            | 2003                 | NBC                  | Brad Grey Television, Baby Owl Works                                                                                       |                 | [ 227 ]  |
| Married to the Kellys                                     | 2003–2004            | ABC                  | Brad Grey Television, Game Six Productions                                                                                 |                 | [ 228 ]  |
| Prawdziwe powołanie                                       | 2003–2005            | Fox                  | Oh That Gus! Inc., Original Film                                                                                           | T               | [ 229 ]  |
| Bogaci bankruci                                           | 2003–2006, 2013–2019 | Fox / Netflix        | Imagine Television, The Hurwitz Company                                                                                    | T               | [ 230 ]  |
| Cracking Up                                               | 2004                 | Fox                  | Brad Grey Television |                 | [ 231 ]  |
| Magia Niagary                                             | 2004                 | Fox                  | Living Dead Guy Productions, Walking Bud Productions, Regency Television                                                   | T               | [ 232 ]  |
| The Big House                                             | 2004                 | ABC                  | Imagine Television |                 | [ 233 ]  |
| The Jury                                                  | 2004                 | Fox                  | The Levinson/Fontana Company, MarlJim Productions, HBO Independent Productions                                             |                 | [ 234 ]  |
| Gorące Hawaje                                             | 2004                 | Fox                  | Brancoto/Salke Productions, Confidential Pictures Inc.                                                                     | T               | [ 235 ]  |
| Method & Red                                              | 2004                 | Fox                  | If I Can Productions, Method Man Enterprises, Background Action Inc., Regency Television                                   |                 | [ 236 ]  |
| Pięcioraczki                                              | 2004–2005            | Fox                  | Imagine Television, Mark Reisman Productions                                                                               | T               | [ 237 ]  |
| Listen Up!                                                | 2004–2005            | CBS                  | Regency Television, CBS Productions                                                                                        |                 | [ 238 ]  |
| Orły z Bostonu                                            | 2004–2008            | ABC                  | David E. Kelley Productions                                                                                                | T               | [ 239 ]  |
| Miasteczko Point Pleasant                                 | 2005                 | Fox                  | Original Film | T               | [ 240 ]  |
| Jake in Progress                                          | 2005–2006            | ABC                  | Brad Grey Television |                 | [ 241 ]  |
| Oczytana                                                  | 2005–2006            | Fox                  | Steven Levitan Productions                                                                                                 | T               | [ 242 ]  |
| The Inside                                                | 2005                 | Fox                  | Imagine Television, Reamworks                                                                                              |                 | [ 243 ]  |
| Odległy front                                             | 2005                 | FX                   | Steven Bochco Productions                                                                                                  | T               | [ 244 ]  |
| The Law Firm                                              | 2005                 | NBC                  | |                 | [ 245 ]  |
| Skazany na śmierć                                         | 2005–2009, 2017      | Fox                  | Rat Entertainment, Original Film, Adelstein/Parouse Productions                                                            | T               | [ 246 ]  |
| Kości                                                     | 2005–2017            | Fox                  | Josephson Entertainment, Far Field Productions                                                                             | T               | [ 247 ]  |
| Head Cases                                                | 2005                 | Fox                  | Josephson Entertainment |                 | [ 248 ]  |
| Jak poznałem waszą matkę                                  | 2005–2014            | CBS                  | Bays & Thomas Productions                                                                                                  | T               | [ 249 ]  |
| Kill grill                                                | 2005                 | Fox                  | Hemingson Entertainment, Darren Star Productions, New Line Television                                                      | T               | [ 250 ]  |
| Na imię mi Earl                                           | 2005–2009            | NBC                  | Amigos de Garcia Productions                                                                                               | T               | [ 251 ]  |
| Jednostka                                                 | 2006–2009            | CBS                  | David Mamet Chicago, Bay Kinescope Boston, MiddKid Productions                                                             | T               | [ 252 ]  |
| Pepper Dennis                                             | 2006                 | The WB               | Two Presbyterians, 21 Laps Entertainment                                                                                   |                 | [ 253 ]  |
| Zaginiona                                                 | 2006                 | Fox                  | Osprey Productions | T               | [ 254 ]  |
| The Loop                                                  | 2006–2007            | Fox                  | Olive Bridge Entertainment, Wounded Poodle Productions                                                                     |                 | [ 255 ]  |
| Fashion House: Kobiety na krawędzi                        | 2006                 | MyNetworkTV          | | T               | [ 256 ]  |
| Impas                                                     | 2006–2007            | Fox                  | Sesfonstein Productions | T               | [ 257 ]  |
| Shark                                                     | 2006–2008            | CBS                  | Imagine Television, Deforestation Services                                                                                 | T               | [ 258 ]  |
| The 1/2 Hour News Hour                                    | 2007                 | Fox News Channel     | |                 | [ 259 ]  |
| The Wedding Bells                                         | 2007                 | Fox                  | David E. Kelley Productions                                                                                                |                 | [ 260 ]  |
| The Winner                                                | 2007                 | Fox                  | Candy Bar Productions, Fuzzy Door Productions                                                                              |                 | [ 261 ]  |
| Drive                                                     | 2007                 | Fox                  | Reamworks |                 | [ 262 ]  |
| K-Ville                                                   | 2007                 | Fox                  | |                 | [ 263 ]  |
| Teraz ty!                                                 | 2007–2008            | Fox                  | Picture Day Productions | T               | [ 264 ]  |
| Journeyman – podróżnik w czasie                           | 2007                 | NBC                  | | T               | [ 265 ]  |
| Kobiecy Klub Zbrodni                                      | 2007–2008            | ABC                  | Papa Joe Television, Rat Entertainment                                                                                     | T               | [ 266 ]  |
| Single z odzysku                                          | 2008                 | Fox                  | | T               | [ 267 ]  |
| Miss Guided                                               | 2008                 | ABC                  | | T               | [ 268 ]  |
| Do Not Disturb                                            | 2008                 | Fox                  | Broken Good Productions, Principato-Young Entertainment, Reveille Productions                                              | T               | [ 269 ]  |
| Lista ex                                                  | 2008                 | CBS                  | Keshet Media Group, Banana Goose Productions                                                                               | T               | [ 270 ]  |
| Life on Mars                                              | 2008–2009            | ABC                  | Space Floor Television, Kudos Film and Television, ABC Studios                                                             |                 | [ 271 ]  |
| Magia kłamstwa                                            | 2009–2011            | Fox                  | Imagine Television, Pagoda Pictures, Samuel Baum Productions, MiddKid Productions                                          | T               | [ 272 ]  |
| Dollhouse                                                 | 2009–2010            | Fox                  | Mutant Enemy Productions                                                                                                   | T               | [ 273 ]  |
| Korporacja według Teda                                    | 2009–2010            | ABC                  | Garfield Grove Productions                                                                                                 | T               | [ 274 ]  |
| Sit Down, Shut Up                                         | 2009                 | Fox                  | Tantamount Studios, ITV Studios, Sony Pictures Television                                                                  |                 | [ 275 ]  |
| Glee                                                      | 2009–2015            | Fox                  | Brad Falchuk Teley-Vision, Ryan Murphy Productions                                                                         | T               | [ 276 ]  |
| Współczesna rodzina                                       | 2009–2020            | ABC                  | Lloyd-Levitan Productions, Steven Levitan Productions, Picador Productions                                                 | T               | [ 277 ]  |
| The Cleveland Show                                        | 2009–2013            | Fox                  | Fox Television Animation, Persons Unknown Productions, Happy Jack Productions, Fuzzy Door Productions                      | T               | [ 278 ]  |
| The Deep End                                              | 2010                 | ABC                  | Hemingson Entertainment |                 | [ 279 ]  |
| Sons of Tucson                                            | 2010                 | Fox                  | J2TV and Walking Bud Productions                                                                                           | T               | [ 280 ]  |
| Neighbors from Hell                                       | 2010                 | TBS                  | Wounded Poodle Productions, MoonBoy Animation                                                                              | T               | [ 281 ]  |
| Lone Star                                                 | 2010                 | Fox                  | Keyser/Lippman Produtuons, Depth of Field Productions                                                                      |                 | [ 282 ]  |
| Dorastająca nadzieja                                      | 2010–2014            | Fox                  | Amigos de Garcia Productions, Slowly I Turned Productions                                                                  | T               | [ 283 ]  |
| Marchlands                                                | 2011                 | ITV                  | |                 | [ 284 ]  |
| The Chicago Code                                          | 2011                 | Fox                  | MiddKid Productions | T               | [ 285 ]  |
| Rozmowy w korku                                           | 2011                 | Fox                  | Middletown News, Hemingson Entertainment, Keshet Media Group, Kuperman Productions                                         | T               | [ 286 ]  |
| Chaos                                                     | 2011                 | CBS                  | Rat Entertainment, Certified Pulp, CBS Television Studios                                                                  |                 | [ 287 ]  |
| To tylko seks                                             | 2011                 | NBC                  | Imagine Television, Big Kid Pictures, Pickle Films                                                                         | T               | [ 288 ]  |
| The Playboy Club                                          | 2011                 | NBC                  | Alta Loma Entertainment, Imagine Television, Storyland Entertainment                                                       |                 | [ 289 ]  |
| Jess i chłopaki                                           | 2011–2018            | Fox                  | Elizabeth Meriwether Pictures, American Nitwits, Chernin Entertainment                                                     | T               | [ 290 ]  |
| Allen Gregory                                             | 2011                 | Fox                  | JHF, J. Paul/A. Mogel/D. Goodman Productions, Bento Box Entertainment, Chernin Entertainment                               |                 | [ 291 ]  |
| Terra Nova                                                | 2011                 | Fox                  | Amblin Television, Chernin Entertainment, Kapital Entertainment, Siesta Productions                                        | T               | [ 292 ]  |
| The Finder                                                | 2012                 | Fox                  | Josephson Entertainment, Far Field Productions                                                                             | T               | [ 293 ]  |
| Napoleon Dynamite                                         | 2012                 | Fox                  | Hess Films, Scully Productions                                                                                             | T               | [ 294 ]  |
| Touch                                                     | 2012–2013            | Fox                  | Tailwind Productions, Chernin Entertainment                                                                                | T               | [ 295 ]  |
| Przebudzenie                                              | 2012                 | NBC                  | with Letter Eleven and Teakwood Lane Productions                                                                           | T               | [ 296 ]  |
| Nie zadzieraj z zołzą spod 23                             | 2012–2013            | ABC                  | Fierce Baby Productions, Hemingson Entertainment                                                                           | T               | [ 297 ]  |
| Rodzinka jak inne                                         | 2012–2013            | NBC                  | Ali Adler is Here Productions, Ryan Murphy Productions                                                                     | T               | [ 298 ]  |
| Ben i Kate                                                | 2012–2013            | Fox                  | Hemingway Drive Productions, Chernin Entertainment                                                                         | T               | [ 299 ]  |
| 1600 Penn                                                 | 2012–2013            | NBC                  | Angry Child Productions, Snowpants Productions, Small Dog Picture Company                                                  |                 | [ 300 ]  |
| Out There                                                 | 2013                 | IFC                  | Quincy Productions |                 | [ 301 ]  |
| Lightfields                                               | 2013                 | ITV                  | |                 | [ 302 ]  |
| How to Live with Your Parents (For the Rest of Your Life) | 2013                 | ABC                  | Imagine Television, Hot Lava Girl Productions                                                                              |                 | [ 303 ]  |
| The Goodwin Games                                         | 2013                 | Fox                  | Shiny Brass Lamp Productions, Bays & Thomas Productions                                                                    |                 | [ 304 ]  |
| Jeździec bez głowy                                        | 2013–2017            | Fox                  | Mark Goffman Productions, Sketch Films, K/O Paper Products                                                                 | T               | [ 305 ]  |
| Ojcowie                                                   | 2013–2014            | Fox                  | Fuzzy Door Productions | T               | [ 306 ]  |
| Znowu w grze                                              | 2013                 | ABC                  | Kapital Entertainment, Cullen Bros. Television                                                                             | T               | [ 307 ]  |
| Przereklamowani                                           | 2013–2014            | CBS                  | David E. Kelley Productions                                                                                                | T               | [ 308 ]  |
| Enlisted                                                  | 2014                 | Fox                  | Palace Flophouse, Snowpants Productions                                                                                    |                 | [ 309 ]  |
| Gry umysłu                                                | 2014                 | ABC                  | Letter Eleven | T               | [ 310 ]  |
| 24: Jeszcze jeden dzień                                   | 2014                 | Fox                  | Imagine Television, Teakwood Lane Productions                                                                              | T               | [ 311 ]  |
| Stan kryzysowy                                            | 2014                 | NBC                  | Ravich-Shariat Productions                                                                                                 | T               | [ 312 ]  |
| Inni mają lepiej                                          | 2014                 | CBS                  | Liscolaide Productions, Hemingson Entertainment, Kapital Entertainment                                                     | T               | [ 313 ]  |
| Piętno gangu                                              | 2014                 | Fox                  | Imagine Television, Chris Morgan Productions, Skeeter Rosenbaum Productions                                                | T               | [ 314 ]  |
| Cristela                                                  | 2014–2015            | ABC                  | 21-Laps/Adelstein Productions, Hench in the Trench Productions                                                             |                 | [ 315 ]  |
| Imperium                                                  | 2015–2020            | Fox                  | Imagine Television, Lee Daniels Entertainment, Danny Strong Productions, Little Chicken Inc.                               | T               | [ 316 ]  |
| Backstrom                                                 | 2015                 | Fox                  | Far Field Productions | T               | [ 317 ]  |
| Przepis na amerykański sen                                | 2015–2020            | ABC                  | Fierce Baby Productions, The Detective Agency                                                                              | T               | [ 318 ]  |
| The Last Man on Earth                                     | 2015–2018            | Fox                  | The Si Fi Company, Lord Miller Productions                                                                                 |                 | [ 319 ]  |
| Weird Loners                                              | 2015                 | Fox                  | Hanley Productions, The Detective Agency                                                                                   |                 | [ 320 ]  |
| The Carmichael Show                                       | 2015–2017            | NBC                  | Morningside Entertainment, A24 Films, Stoller Global Solutions, Lunch Bag Snail Productions, Universal Television          | T               | [ 321 ]  |
| Scenki z życia                                            | 2015–2019            | CBS                  | Kapital Entertainment, 40 or 50 Years Inc.                                                                                 | T               | [ 322 ]  |
| Raport mniejszości                                        | 2015                 | Fox                  | Amblin Television, Paramount Television                                                                                    | T               | [ 323 ]  |
| Królowe krzyku                                            | 2015–2016            | Fox                  | Prospect Films, Brad Falchuk Teley-Vision, Ryan Murphy Productions                                                         | T               | [ 324 ]  |
| Rosewood                                                  | 2015–2017            | Fox                  | Temple Hill Productions, Nickels Productions                                                                               | T               | [ 325 ]  |
| Dziadek z przypadku                                       | 2015–2016            | Fox                  | Rhode Island Ave. Productions, Consolidated Chunworks, ABC Studios                                                         | T               | [ 326 ]  |
| Prawomocny                                                | 2015–2016            | Fox                  | Paul Mogel Network Television, Stoller Global Solutions, The Detective Agency                                              | T               | [ 327 ]  |
| Bordertown                                                | 2016                 | Fox                  | Hentemann Films, Bento Box Entertainment, Fuzzy Door Productions                                                           |                 | [ 328 ]  |
| Życiowy nieporadnik Coopera Barretta                      | 2016                 | Fox                  | Lansdowne Productions, Big Time Show Biz Entertainment, The Jackal Group                                                   | T               | [ 329 ]  |
| Drugie życie                                              | 2016                 | Fox                  | Teakwood Lane Productions, Kara Inc.                                                                                       | T               | [ 330 ]  |
| Syn Zorna                                                 | 2016–2017            | Fox                  | Agnew Jorné Productions, Lord Miller Productions                                                                           | T               | [ 331 ]  |
| Nie ma mowy                                               | 2016–2019            | ABC                  | Silver & Gold Productions, The Detective Agency, ABC Studios                                                               | T               | [ 332 ]  |
| Zagrywka                                                  | 2016                 | Fox                  | Barnstorm Films, Left Coast Productions, Rhode Island Ave. Productions                                                     | T               | [ 333 ]  |
| Egzorcysta                                                | 2016–2017            | Fox                  | Morgan Creek Productions, New Neighborhood                                                                                 | T               | [ 334 ]  |
| Star                                                      | 2016–2019            | Fox                  | Lee Daniels Entertainment                                                                                                  |                 | [ 335 ]  |
| Cioteczka Mick                                            | 2017–2018            | Fox                  | 3 Arts Entertainment, Bingbangboom Productions                                                                             | T               | [ 336 ]  |
| 24: Dziedzictwo                                           | 2017                 | Fox                  | Coto/Katz Productions, Imagine Television, Teakwood Lane Productions                                                       | T               | [ 337 ]  |
| APB                                                       | 2017                 | Fox                  | Bungalow Media + Entertainment, Sketch Films, Flying Glass of Milk Productions                                             | T               | [ 338 ]  |
| Jak się robi historię                                     | 2017                 | Fox                  | Julius Sharpe International Petroleum and Writing, Lord Miller Productions                                                 | T               | [ 339 ]  |
| Punkt zapalny                                             | 2017                 | Fox                  | Undisputed Cinema, Imagine Television                                                                                      | T               | [ 340 ]  |
| The Gifted: Naznaczeni                                    | 2017–2019            | Fox                  | Flying Glass of Milk Productions, Bad Hat Harry Productions, Kinberg Genre, The Donners’ Company, Marvel Television        | T               | [ 341 ]  |
| Agenci paranormalni                                       | 2017–2018            | Fox                  | Crowley Etten Productions, Afternoonnap, Additional Dialogue, TYPO Inc., Gettin’ Rad Productions, 3 Arts Entertainment     | T               | [ 342 ]  |
| LA do Vegas                                               | 2018                 | Fox                  | Briskets Big Yellow House, Gary Sanchez Productions, Steven Levitan Productions                                            | T               | [ 343 ]  |
| Rel                                                       | 2018–2019            | Fox                  | Morningside Entertainment, Scully Productions, JMMLG Productions, Bird Luger Productions                                   |                 | [ 344 ]  |
| Rodzice nie do pary                                       | 2018–2020            | ABC                  | with Elizabeth Meriwether Pictures, JJ Philbin Productions, and ABC Studios                                                | T               | [ 345 ]  |
| Starszaki                                                 | 2018–2019            | Fox                  | RCG Productions, NestEgg Productions, Enrico Pallazzo, 3 Arts Entertainment, FX Productions                                | T               | [ 346 ]  |
| Przejście                                                 | 2019                 | Fox                  | 6th & Idaho, Selfish Mermaid, Scott Free Productions                                                                       | T               | [ 347 ]  |
| Dowód niewinności                                         | 2019                 | Fox                  | Danny Strong Productions, Leap Boy Productions                                                                             | T               | [ 348 ]  |
| Kochany bajzel                                            | 2019–2020            | ABC                  | Elizabeth Meriwether Pictures, Lake Bell Prod., ABC Studios                                                                | T               | [ 349 ]  |
| Perfect Harmony                                           | 2019–2020            | NBC                  | Hungry Mule Amusement Corp., Introvert Hangover Productions, Small Dog Picture Company, Universal Television               |                 | [ 350 ]  |
| Soundtrack                                                | 2019                 | Netflix              | Annapurna Television, Fox 21 Television Studios                                                                            | T               | [ 351 ]  |
| Genialne dzieciaki                                        | 2020                 | Fox                  | Briskets Big Yellow House, Fox Entertainment                                                                               | T               | [ 352 ]  |
| Filthy Rich                                               | 2020                 | Fox                  | Imagine Television, Wyolah Films, Fox Entertainment                                                                        |                 | [ 353 ]  |
| neXt                                                      | 2020                 | Fox                  | Zaftig Films, Fox Entertainment                                                                                            |                 | [ 354 ]  |

### 20th Television (2021 – )
| Tytuł                       | Lata emisji | Oryginalna emisja | Partnerzy produkcyjni | Emisja w Polsce | Przypisy |
| --------------------------- | ----------- | ----------------- | --- | --------------- | -------- |
| Ostatni prawdziwy mężczyzna | 2011–2021   | ABC / Fox         | 21-Laps/Adelstein Productions, NestEgg Productions, Double Wide Productions, Mr. Big Shot Fancy-Pants Productions Inc., Lyonberry Productions | T               | [ 355 ]  |
| Queen of the South          | 2016–2021   | USA Network       | Frequency Films, Friendly Films, Skeeter Rosenbaum Productions, Universal Cable Productions                                                   | T               | [ 356 ]  |
| Pose                        | 2018–2021   | FX                | Color Force, Brad Falchuk Teley-Vision, Ryan Murphy Television, FX Productions                                                                | T               | [ 357 ]  |
| Bless the Harts             | 2019–2021   | Fox               | Fox Entertainment, Titmouse, Lord Miller Productions                                                                                          |                 | [ 358 ]  |
| Lekomania                   | 2021        | Hulu              | John Goldwyn Productions, The Littlefield Company                                                                                             |                 | [ 359 ]  |

Uwagi
1. 1 2  do 2020 roku produkowany pod banerem 20th Century Fox Television
2. 1 2  do 2020 roku produkowany pod banerem Fox 21 Television Studios

### Fox Television Studios (1997–2014)
| Tytuł                               | Lata emisji | Oryginalna emisja | Partnerzy produkcyjni | Emisja w Polsce | Przypisy |
| ----------------------------------- | ----------- | ----------------- | --- | --------------- | -------- |
| Kolorowy dom                        | 1998–2002   | ABC / UPN         | The Greenblatt/Janollari Studio, Willowick Entertainment                                                                        | T               | [ 360 ]  |
| Maggie Winters                      | 1998–1999   | CBS               | The Greenblatt/Janollari Studio, CBS Productions                                                                                | T               | [ 361 ]  |
| To Have & to Hold                   | 1998        | CBS               | The Greenblatt/Janollari Studio, CBS Productions                                                                                |                 | [ 362 ]  |
| Oh, Grow Up                         | 1999        | ABC               | The Greenblatt/Janollari Studio                                                                                                 |                 | [ 363 ]  |
| Zwariowany świat Malcolma           | 2000–2006   | Fox               | Satin City, Regency Television                                                                                                  | T               | [ 364 ]  |
| Nagi patrol                         | 2000–2002   | FX                | The Howard Stern Production Company, Loch Lomond Entertainment                                                                  | T               | [ 365 ]  |
| Soul Food: The Series               | 2000–2004   | Showtime          | Water Walk Productions, Edmonds Entertainment, State Street Pictures, 20th Century Fox Television, Paramount Network Television |                 | [ 198 ]  |
| Murder in Small Town X              | 2001        | Fox               | Hoosick Falls Productions |                 | [ 366 ]  |
| The Shield: Świat glin              | 2002–2008   | FX                | MiddKid Productions, Columbia TriStar Domestic Television, Sony Pictures Television                                             | T               | [ 367 ]  |
| John Doe                            | 2002–2003   | Fox               | Camp-Thompson Productions, Regency Television                                                                                   | T               | [ 368 ]  |
| Tajna sieć                          | 2004        | TNT               | Groveland Pictures, Carnival Films                                                                                              | T               | [ 369 ]  |
| Nowe życie Fran                     | 2005–2006   | The WB            | Fringe Producers, On Time and Sober, Jizzy Entertainment, Uh-Oh Productions, Regency Television                                 | T               | [ 370 ]  |
| Króliczki Playboya                  | 2005–2010   | E!                | Prometheus Entertainment, Alta Loma Entertainment                                                                               | T               | [ 371 ]  |
| Instynkt mordercy                   | 2005        | Fox               | Regency Television | T               | [ 372 ]  |
| Złodziej                            | 2006        | FX                | Pariah Television, Sarabrande Productions, Regency Television                                                                   | T               | [ 373 ]  |
| Fuks                                | 2006        | NBC               | Joyful Girl Productions, Regency Television                                                                                     | T               | [ 374 ]  |
| Celebrity Duets                     | 2006        | Fox               | SYCOtv, A. Smith & Co. Productions                                                                                              |                 | [ 375 ]  |
| The Riches                          | 2007–2008   | FX                | Maverick Television, FX Productions                                                                                             |                 | [ 376 ]  |
| Tożsamość szpiega                   | 2007–2013   | USA Network       | Flying Glass of Milk Productions, Fuse/Fabrik Entertainment                                                                     | T               | [ 377 ]  |
| Ocalić Grace                        | 2007–2010   | TNT               | Grand Productions, Paid My Dues Productions                                                                                     | T               | [ 378 ]  |
| Crowned: The Mother of All Pageants | 2007–2008   | The CW            | |                 | [ 379 ]  |
| The Return of Jezebel James         | 2008        | Fox               | Dorothy Parker Drank Here Productions, Regency Television                                                                       |                 | [ 380 ]  |
| Mental: Zagadki umysłu              | 2009        | Fox               | Kedzie Productions, Infinity Pictures                                                                                           | T               | [ 381 ]  |
| Kendra                              | 2009–2011   | E!                | Prometheus Entertainment, Alta Loma Entertainment                                                                               |                 | [ 382 ]  |
| Defying Gravity                     | 2009        | ABC               | Parriott/Edelstein Productions, Omni Film Productions                                                                           | T               | [ 383 ]  |
| Białe kołnierzyki                   | 2009–2014   | USA Network       | Jeff Eastin & Warrior George Productions                                                                                        | T               | [ 384 ]  |
| The Wanda Sykes Show                | 2009–2010   | Fox               | Sykes Entertainment Inc. |                 | [ 385 ]  |
| Świat Holly                         | 2009–2011   | E!                | | T               | [ 386 ]  |
| The Good Guys                       | 2010        | Fox               | Flying Glass of Milk Productions, Fuse Entertainment                                                                            | T               | [ 387 ]  |
| Persons Unknown                     | 2010        | NBC               | Invisible Ink, Televisa S.A. de C.V.                                                                                            | T               | [ 388 ]  |
| The Gates: Za bramą tajemnic        | 2010        | ABC               | Little Engine Productions, Summerland Entertainment                                                                             | T               | [ 389 ]  |
| Zbrodnie Palm Glade                 | 2010–2013   | A&E               | Innuendo Productions, Grand Productions                                                                                         | T               | [ 390 ]  |
| Lights Out                          | 2011        | FX                | A Warren Leight Production, Fineman Entertainment, FX Productions                                                               | T               | [ 391 ]  |
| Dochodzenie                         | 2011–2014   | AMC / Netflix     | KMF Films, Fuse Entertainment, Fabrik Entertainment                                                                             | T               | [ 392 ]  |
| In the Flow with Affion Crockett    | 2011        | Fox               | Foxx/King Entertainment, Tantamount Studios                                                                                     |                 | [ 393 ]  |
| The Great Escape                    | 2012        | TNT               | Profiles Television Productions, The Hochberg Ebersol Company, Imagine Television                                               |                 | [ 394 ]  |
| Zawód: Amerykanin                   | 2013–2018   | FX                | Nemo Films, Amblin Television, FX Productions                                                                                   | T               | [ 395 ]  |
| Maron                               | 2013–2016   | IFC               | Boomer Lives! Productions, Apostle                                                                                              |                 | [ 396 ]  |
| Graceland                           | 2013–2015   | USA Network       | Jeff Eastin & Warrior George Productions                                                                                        | T               | [ 397 ]  |
| Paramedycy                          | 2014–2015   | USA Network       | Middletown News, Apostle | T               | [ 398 ]  |

### Fox 21 (2000–2014)
| Tytuł                  | Lata emisji | Oryginalna emisja | Partnerzy produkcyjni                                                                    | Emisja w Polsce | Przypisy |
| ---------------------- | ----------- | ----------------- | ---------------------------------------------------------------------------------------- | --------------- | -------- |
| Piękna i kujon         | 2005–2008   | The WB / The CW   | Katalyst Films, 3 Ball Productions                                                       | T               | [ 399 ]  |
| Free Ride              | 2006        | Fox               | Rob Roy Thomas Productions, Wild Jams Productions                                        |                 | [ 400 ]  |
| Saved                  | 2006        | TNT               |                                                                                          |                 | [ 401 ]  |
| Anchorwoman            | 2007        | Fox               |                                                                                          |                 | [ 402 ]  |
| Synowie Anarchii       | 2008–2014   | FX                | Linson The Company, Sutter Ink, FX Productions                                           | T               | [ 403 ]  |
| Game Show in My Head   | 2009        | CBS               |                                                                                          |                 | [ 404 ]  |
| Terriers               | 2010        | FX                | MiddKid Productions, Rickshaw Productions                                                | T               | [ 405 ]  |
| Breakout Kings         | 2011–2012   | A&E               | Matt Olmstead Productions, Blackjack Films, Chernin Entertainment                        | T               | [ 406 ]  |
| Homeland               | 2011–2020   | Showtime          | Teakwood Lane Productions, Cherry Pie Productions, Keshet Media Group, Showtime Networks | T               | [ 407 ]  |
| Brickleberry           | 2012–2015   | Comedy Central    | Damn! Show Productions, Black Heart Productions                                          | T               | [ 408 ]  |
| Czarownice z East Endu | 2013–2014   | Lifetime          | 3 Arts Entertainment, Curly Girly Productions                                            | T               | [ 409 ]  |
| Zabójczy instynkt      | 2014        | A&E               | One Two One Three Pictures, Miso Film, Imagine Television                                | T               | [ 410 ]  |
| Salem                  | 2014–2017   | WGN America       | Beetlecod Productions, Prospect Park                                                     | T               | [ 411 ]  |
| Tyran                  | 2014–2016   | FX                | Teakwood Lane Productions, Keshet Media Group, FX Productions                            | T               | [ 412 ]  |
| Rush                   | 2014        | USA Network       | Little Engine Productions, Fancy Films, Pine City Entertainment                          | T               | [ 413 ]  |
| Maski szpiega          | 2014–2015   | TNT               | Paperboy Productions, Teakwood Lane Productions                                          | T               | [ 414 ]  |

### Fox 21 Television Studios (2015–2020)
| Tytuł                     | Lata emisji | Oryginalna emisja | Partnerzy produkcyjni | Emisja w Polsce | Przypisy |
| ------------------------- | ----------- | ----------------- | --- | --------------- | -------- |
| The Comedians             | 2015        | FX                | Jennilind Productions, Larry Charles Projects, Tamaroa Productions, Flying Glass of Milk Productions, Fabrik Entertainment, FX Productions |                 | [ 415 ]  |
| Uwikłany                  | 2015        | USA Network       | Flying Glass of Milk Productions | T               | [ 416 ]  |
| Sex & Drugs & Rock & Roll | 2015–2016   | FX                | Apostle, FX Productions |                 | [ 417 ]  |
| Posłaniec gniewu          | 2015        | FX                | Sutter Ink, Imagine Television, FX Productions                                                                                             | T               | [ 418 ]  |
| Damien                    | 2016        | A&E               | 44 Strong Productions, Fineman Entertainment                                                                                               | T               | [ 419 ]  |
| Dice: Komik w Las Vegas   | 2016–2017   | Showtime          | Olé Productions, American Work Inc., Showtime Networks                                                                                     | T               | [ 420 ]  |
| Chance                    | 2016–2017   | Hulu              | Nutmegger, Kem Nunn Stories, Inc., Groundswell Productions                                                                                 |                 | [ 421 ]  |
| Konflikt                  | 2017        | FX                | Plan B Entertainment, Ryan Murphy Productions                                                                                              | T               | [ 422 ]  |
| Seven Seconds             | 2018        | Netflix           | KMF Films, Bender Brown Productions, Filmtribe                                                                                             | T               | [ 423 ]  |
| Fosse/Verdon              | 2019        | FX                | 5000 Broadway Productions, FX Productions                                                                                                  |                 | [ 424 ]  |
| Soundtrack                | 2019        | Netflix           | Annapurna Television, 20th Century Fox Television                                                                                          | T               | [ 351 ]  |